# Waychinicup Nemzeti Park
A Waychinicup  Nemzeti Park Nyugat-Ausztráliában található, Perthtől 404 kilométernyire délkeletre, Albany várostól 65 kilométerre keletre helyezkedik el. A látogatók számára kiépített illemhelység található, valamint kempingezési lehetőség van a park területén. A park robusztus sziklái lenyűgöző tájképek sorát vonultatják fel. Erdőkkel borított, mélyen a hegyoldalakba vágódó völgyekből tiszta vizű patakok csörgedeznek alá a smaragdzöld mohapárnával borított sziklák között. A parkot délről a Déli-óceán, keletről a Mount Manypeaks természetvédelmi terület, míg északról mezőgazdasági területek határolják.
A parkhoz tartozó partvidék Normans Beach és Cheynes Beach között húzódik.

## Állatvilága
A parkban Ausztrália legritkább állatfajai élnek. Ezek közül néhány példa: kis bandikut (Isoodon obesulus), gyűrűsfarkú erszényes (Pseudocheirus peregrinus), valamint kurtafarkú kenguru is otthonra lel e vidéken.
A park területe a Two Peoples Bay and Mount Manypeaks Important Bird Area madárvédelmi terület részét képezi, melyet a BirdLife International jelölt ki, mivel ezen a területen rendkívül ritka madárfajok élnek. Itt él a súlyosan veszélyeztetett lármás bozótjáró, melyet korábban kihaltnak hittek, ám a park területén találtak még élő példányokat közülük, melyek közül 1983-ban első körben 14-et telepítettek át a Two Peoples Bay Természetvédelmi Területre, majd 1985-ben további 16-ot költöztettek át a szakemberek. A sikeres mentőakciónak köszönhetően 1994-re már 223 hím egyed éneke tölthette be a levegőt a természetvédelmi területen.
A nyugati sörtésmadár (Dasyornis longirostris) ugyancsak sérülékeny populációja is a park területén lelt menedéket. A legtöbb egyed közülük a park, illetve a madárvédelmi terület határain belül talált otthonra. A nyugati sörtésmadár populációja a 19. században kezdett el csökkenni, ám mostanra stabilizálódik az állomány létszáma.

## Fordítás
Ez a szócikk részben vagy egészben  a   Waychinicup Nemzeti Park című angol Wikipédia-szócikk ezen változatának fordításán alapul.  Az eredeti cikk szerkesztőit annak laptörténete sorolja fel. Ez a jelzés csupán a megfogalmazás eredetét és a szerzői jogokat jelzi, nem szolgál a cikkben szereplő információk forrásmegjelöléseként.